# 太宰美緒
太宰 美緒（だざい みお、1982年9月14日 - ）は、日本の女優、モデル。ジャングル所属。かつてはサンズエンタテインメント、ユーキース・エンタテインメントに所属していた。

## 人物
- サイズ：T170 B78 W58 H87 S24.5
- 趣味：ヨガ、日本舞踊、三線、コントラバス
- 特技：阿波おどり、ピアノ

## 出演

### 映画
- 東京戯曲  (2014年) ヒロイン 平並亘監督

### テレビドラマ
- サギ師リリ子（2009年1月5日 - 4月3日、テレビ東京） - 木村晴香 役
- SAMURAI CODE（2010年1月8日 - 3月26日、テレビ東京）
- LIAR GAME Season 2（2009年、フジテレビ） - LGT事務局員 役
- トラブルマン（2010年、テレビ東京）
- 金曜プレステージ「十津川刑事の肖像2『一千三百万人誘拐計画』」（2010年6月4日、フジテレビ） - マンション「サニーガーデン」住人 役
- 土曜ワイド劇場「法医学教室の事件ファイル34」（2012年2月11日、テレビ朝日） - 溝口公子 役
- TEAM -警視庁特別犯罪捜査本部- 第8話（2014年6月4日、テレビ朝日） - 布川麻奈美 役
- 獣医さん、事件ですよ 第2話（2014年7月10日、読売テレビ） - 伊藤美沙 役
- リッチマン、プアウーマンin ニューヨーク（2013年4月1日、フジテレビ）
- ウルトラマンX 第6話・第7話（2015年8月18日・25日、テレビ東京） - 南川の秘書 役
- 特捜9 season4 第12話 (2021年6月23日、テレビ朝日) - 遠山美里 役
- エルピス-希望、あるいは災い-（2022年） ‐ 大門のぞみ 役

### 舞台
- パン・プランニング「シャバダバ」（2009年12月、銀座みゆき館劇場）
- シアターユニット・ピース魂「BROKEN〜ロミオとジュリエット」（2010年2月、高円寺・明石スタジオ）
- アセンション・ミロク（2010年7月、あうるすぽっと）
- 劇団PATHOS PACK「カフェ アオギリスタン」（2010年8月、テアトルBONBON）
- 角角ストロガのフ「獣従承知」（2010年12月、王子小劇場）ヒロイン
- 子供のためのシェイクスピア「冬物語」（2011年7月-9月、渋谷区文化総合センター大和田 他）
- かたつむり（2012年7月、笹塚ファクトリー）
- だがしかし、恋をする。（2012年10月-11月、中野ザ・ポケット）
- 大人のためのシェイクスピア 「ロミオとジュリエット」(2015年7月) ジュリエット役

### CM
- Axe - TBS「リンカーン」とのコラボレーションCM - コンビニ編